# باب الناظر (القدس)

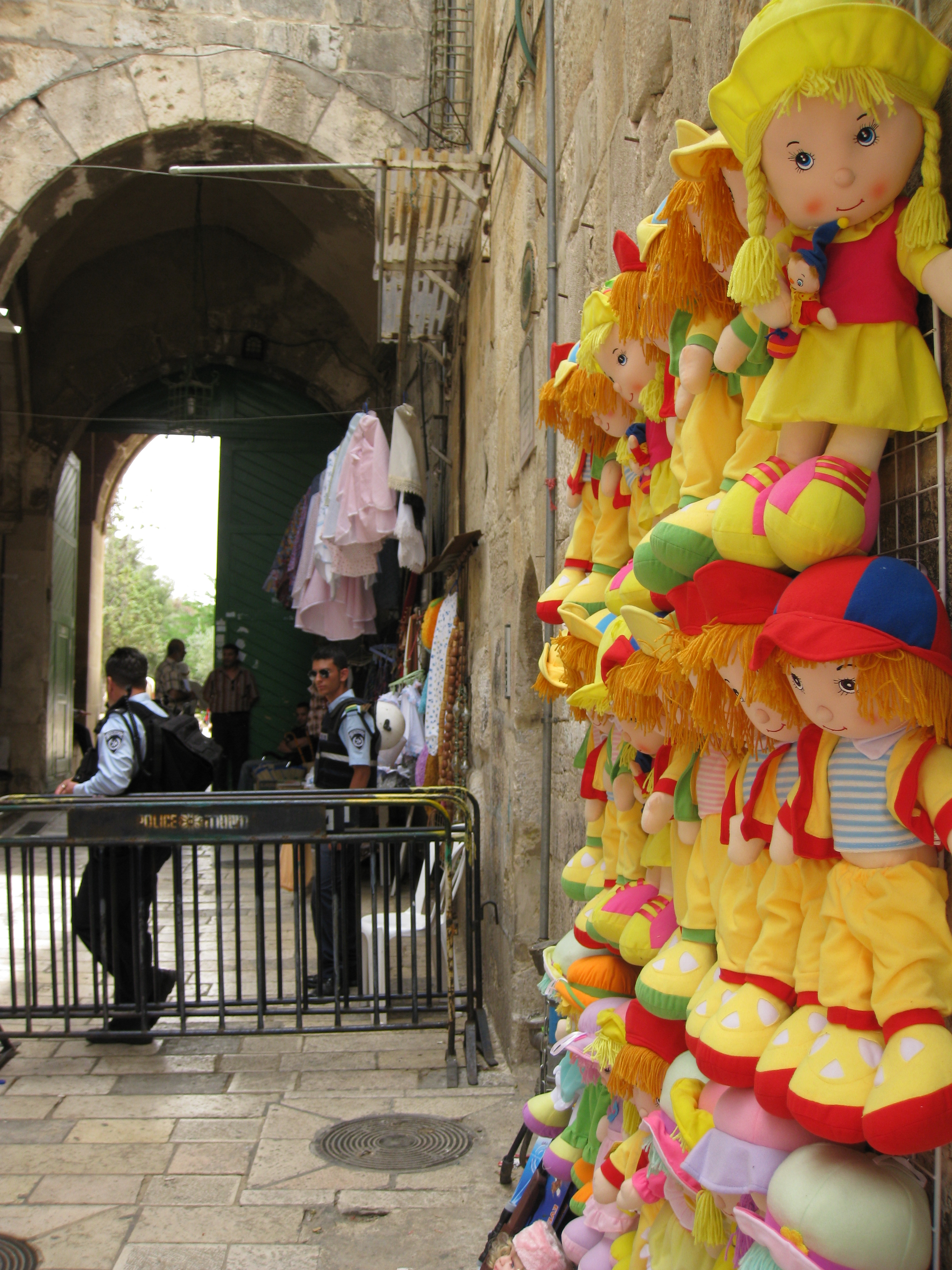
باب الناظر في القدس.

باب الناظر  أو باب المجلس أو باب الحبس أو باب ميخائيل أحد أبواب المسجد الأقصى داخل أسوار البلدة القديمة لمدينة القدس. يقع في الحي الإسلامي في الرواق الغربي للمسجد الأقصى. تم تشييده في العصر الأموي، إلا أنّ المصادر التاريخية لم تذكر وصف الباب إلا في العصر الأيوبي سنة 1203.  تم توسيع الباب في الفترة المملوكية، وخاصة الدركاة التي تتقدم الباب من الجهة الشرقية فقد أنشئت في زمن السلطان الناصر محمد بن قلاوون، وهناك نقش كتابي بذلك.
يتألف الباب من مدخل مرتفع ومتسع، معقودٌ بعقد حجري مدبب، عليه باب خشبي من دفتين، يعلوهما من الجهة الغربية شريط كتابي من النحاس، ويتقدم المدخل من هذه الجهة قنطرة معقودة بعقد حجري مدبب، مغطاة بقبو متقاطع، تؤدي إلى طريق باب الناظر المؤدية إلى طريق الواد، وفي الجهة الشمالية من القنطرة يوجد مدخل المدرسة المنجكية، أما من الجهة الشرقية للمدخل فتوجد دركاة مربعة الشكل تقع ضمن رواق المسجد مفتوحة الجوانب تغطيها قبة ضحلة، مقامة على ثلاثة صفوف من المقرنصات، كما ويتوسط القبة من الداخل زخرفة لمقرنص، ويعلي القبة غرف المدرسة المنجكية.